# CDH17
CDH17‏ (Cadherin 17) هوَ بروتين يُشَفر بواسطة جين CDH17 في الإنسان.